# Саморідня (зупинний пункт)
Саморідня — пасажирський залізничний зупинний пункт Шевченківської дирекції Одеської залізниці.
Розташований біля села Саморідня Корсунь-Шевченківського району Черкаської області (за 1 км). По протилежний бік від колій розташоване село Паськів (2 км).
Розташований на лінії Яхни — Цвіткове між станціями Сотники (5 км) та Корсунь (6 км). У 1964 року лінію Миронівка — ім. Тараса Шевченка електрифіковано.

## Рух станцією
Тут мають зупинку потяги приміського сполучення. Потяги далекого сполучення не зупиняються. 2 берегові платформи розташовані обабіч двоколійної залізниці.
Маршрути потягів приміського сполучення (2 пари на день):
- Миронівка — Цвіткове
- Миронівка — ім. Тараса Шевченка

Ще принаймні у 1993 році існував прямий електропоїзд Київ — Цвіткове, однак він скасований. Зараз до столиці можна потрапити з пересадкою в Миронівці.